# Planeswalker
Planeswalker (no Brasil e em Portugal Planinauta) são um tipo de carta no jogo Magic: The Gathering.
Planeswalkers são seres poderosos que acenderam sua Centelha e por isso podem viajar pelos planos do Multiverso de Magic sem serem destruídos pela Eternidades Cegas (do original em inglês Blind Eternities). Existem tantos mundos quanto se pode imaginar, e os Planeswalkers são os únicos capazes de viajar entre eles.

## Centelha
Apenas um em um milhão de seres nasce com a centelha, desses, apenas alguns poucos conseguem acender a sua centelha. Os que acendem sua centelha adquirem a capacidade de viajar pelos planos. A maioria dos Planeswalker acende sua centelha após algum evento marcante, um trauma, que os poem de face com a morte, fazendo com que a centelha dentro deles os salve.

### Planeswalkers conhecidos
- Ajani Juba D'ouro, um orgulhoso leonino que pode ver a luz da alma dos outros seres.
- Jace Beleren, um prodígio jovem, porém promissor, para a magia de manipulação das mentes.
- Liliana Vess, uma linda necromante com uma dívida macabra a ser paga.
- Chandra Nalaar, uma piromante que se rebela contra qualquer figura de autoridade.
- Garruk Falabravo, que acredita cultuar a natureza sendo um predador.
- Tezzeret, um artesão talentoso obcecado pelos segredos do etherium.
- Sarkhan Vol, um xamã selvagem que reverencia a ferocidade dos dragões.
- Elspeth Tirel, uma jovem amazona em busca de um plano utópico que possa ser seu lar.
- Nicol Bolas, dragão milenar cujo conhecimento do Multiverso é tão vasto quanto sua maldade ilimitada.
- Nissa Revane, uma orgulhosa líder élfica que acredita que a sua raça tenha o controle do próprio Multiverso.
- Sorin Markov, um vampiro ancião que conhece o segredo por trás da ecologia bizarra e feroz de Zendikar.
- Venser The Sojourner, um talentoso artesão e televiajante que foi o primeiro de uma nova geração de Planeswalkers.
- Koth, um impetuoso líder vulshoque cuja geomancia pode modelar a terra e as rochas em armas.
- Karn, um golem de prata capaz de controlar todas as cinco cores de magia, criado para suportar viagens no tempo e servir como a chave para o Legado.

## Regras
Num jogo de Magic: The Gathering, os Planeswalkers são embaralhados normalmente no deck como uma outra carta, e como outras cartas, o limite é de até 4 cartas por deck, incluindo o Side Deck.
Para jogar um Planeswalker, é pago seu custo de mana como uma outra mágica, nesse ponto, os Planeswalkers usam as regras de um feitiço, ou seja, só podem ser jogados durante suas fases principais. Quando uma mágica Planeswalker é resolvida, ela é colocada em jogo sob o controle do jogador que a jogou.
Todo Planeswalker tem um subtipo que corresponde ao seu primeiro nome-título, ou seja, o Planeswalker Garruk Falabravo é um Planeswalker de subtipo Garruk, o Planeswalker Sarkhan Vol é um Planeswalker de subtipo Sarkhan. Se dois ou mais Planeswalkers com o mesmo subtipo estiverem em jogo sobre o controle do mesmo jogador, o mesmo escolhe um dos 2 para sacrificar, podendo haver 2 planeswalkers com mesmo subtipo se cada um estiver sobre controle de um jogador diferente.
No canto inferior direito das cartas Planeswalkers, existe um número, esse número representa os Marcadores de Lealdade de um Planeswalker. Se um Planeswalker tem seus Marcadores de Lealdade reduzidos a 0, ele é destruído e enviado ao cemitério de seu dono.

### Utilização
Quando um Planeswalker entra em jogo, todos efeitos referentes a entradas de permanentes e mágicas em jogo são colocados no Stack, veja que, efeitos de entrada de Criaturas em jogo não são ativados, já que um Planeswalker não é um Criatura.
Um Planeswalker pode ser atacado pela(s) Criatura(s) que o(s) oponente(s) controla, você pode usar suas Criaturas para defender o ataque, como se o mesmo estivesse sendo direcionado a você. Se uma habilidade, efeito ou magia causaria dano a um jogador alvo ou oponente alvo, pode-se usar um Planeswalker como alvo. Se uma habilidade, efeito ou magia causaria dano a uma Criatura alvo, não se pode definir um Planeswalker como alvo, já que ele não é uma Criatura. Você não pode dividir o dano de uma fonte entre um jogador e um Planeswalker. Caso um Planeswalker receba dano de alguma fonte, essa mesma quantidade de Marcadores de Lealdade é removida do Planeswalker. Mágicas, habilidades ou efeitos que dizem "o(s) jogador(s) alvo (ou oponente(s)) perde/ganha X pontos de vida" ou mesmo "todos os jogadores (ou oponentes) perdem/ganham X pontos de vida" não surtem efeito em Planeswalker, pois os mesmo não têm pontos de vida, o mesmo vale para marcadores que não sejam os de Lealdade.

### Habilidades
As habilidades de um Planeswalker funcionam como feitiços, você só pode usá-las durante suas fases principais. Apenas uma das habilidades do Planeswalker pode ser usada por turno. O custo para cada habilidade se encontra na caixa numérica a esquerda do texto da habilidade. Se uma habilidade mostra o valor "+X", isso significa que ao usar a habilidade, será adicionado X Marcadores de Lealdade ao Planeswalker, caso o valor seja "-X", X Marcadores de Leadade serão removidos do Planeswalker, caso o valor seja "0", nenhum Marcador de Lealdade será adicionado ou removido do Planeswalker. Você não pode usar uma habilidade que remova mais Marcadores de Lealdade de um Planeswalker do que tenha, por exemplo, você não pode usar uma habilidade que tem custo "-2" num Planeswalker que tem 1 Marcador de Lealdade.
Mágicas, habilidades ou efeitos que tem como alvo marcadores globais, como a habilidade "Proliferar", podem alterar o número de Marcadores de Lealdade de um Planeswalker, assim como "Remova todos os marcadores da permanente (ou mesmo jogador) alvo", podem remover os Marcadores de Lealdade, caso isso ocorra, o Planeswalker é destruído e enviado ao cemitério de seu dono. Habilidades que usam marcadores específicos, como Marcadores de Energia por exemplo, não surtem efeito em um Planeswalker.